# Ferrovia Mandas-Arbatax
La ferrovia Mandas-Arbatax è una linea ferroviaria turistica a scartamento ridotto della Sardegna, gestita dall'ARST nell'ambito del servizio Trenino Verde. Si tratta della più lunga ferrovia turistica d'Italia, nonché della più lunga linea a scartamento ridotto d'Europa.

## Storia
| Tratta                  | Inaugurazione    |
| ----------------------- | ---------------- |
| Mandas-Nurri            | 1º aprile 1893   |
| Gairo-Arbatax           | 1º aprile 1893   |
| Nurri-Villanova Tulo    | 16 novembre 1893 |
| Ussassai-Gairo          | 16 novembre 1893 |
| Villanova Tulo-Ussassai | 20 aprile 1894   |

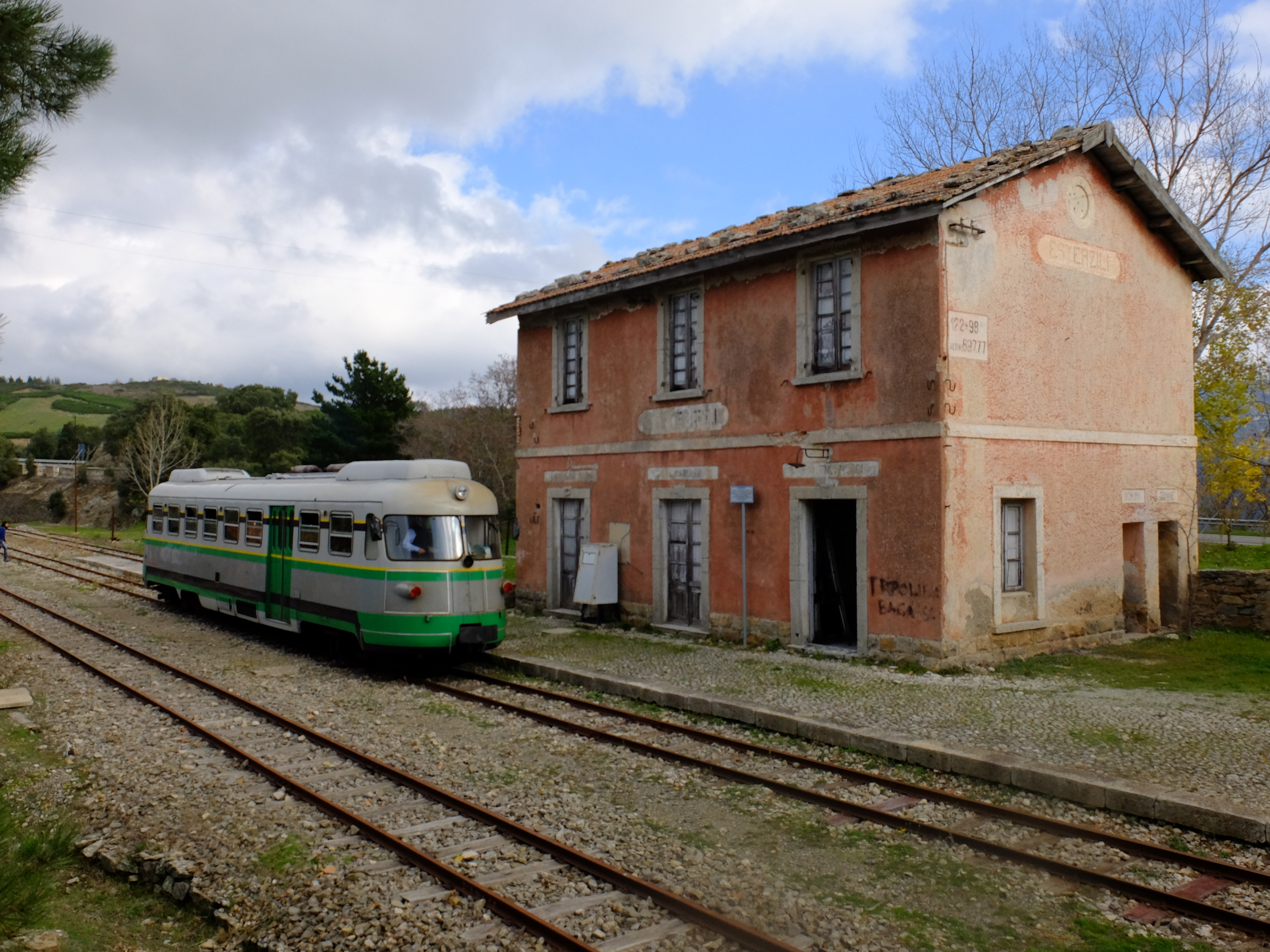
Lo scalo di Esterzili, costruito come più di una stazione della linea a distanza dal relativo abitato

La Mandas-Arbatax nacque per iniziativa della Società italiana per le Strade Ferrate Secondarie della Sardegna nel XIX secolo, come diramazione della ferrovia da Cagliari per Isili e per Sorgono. Realizzata a binario unico non elettrificato con scartamento da 950 mm come le altre linee delle SFSS, i lavori iniziarono attorno al 1890, procedendo con due tronconi, uno partito dal capolinea di Arbatax e uno dalla stazione di Mandas, sulla linea principale.

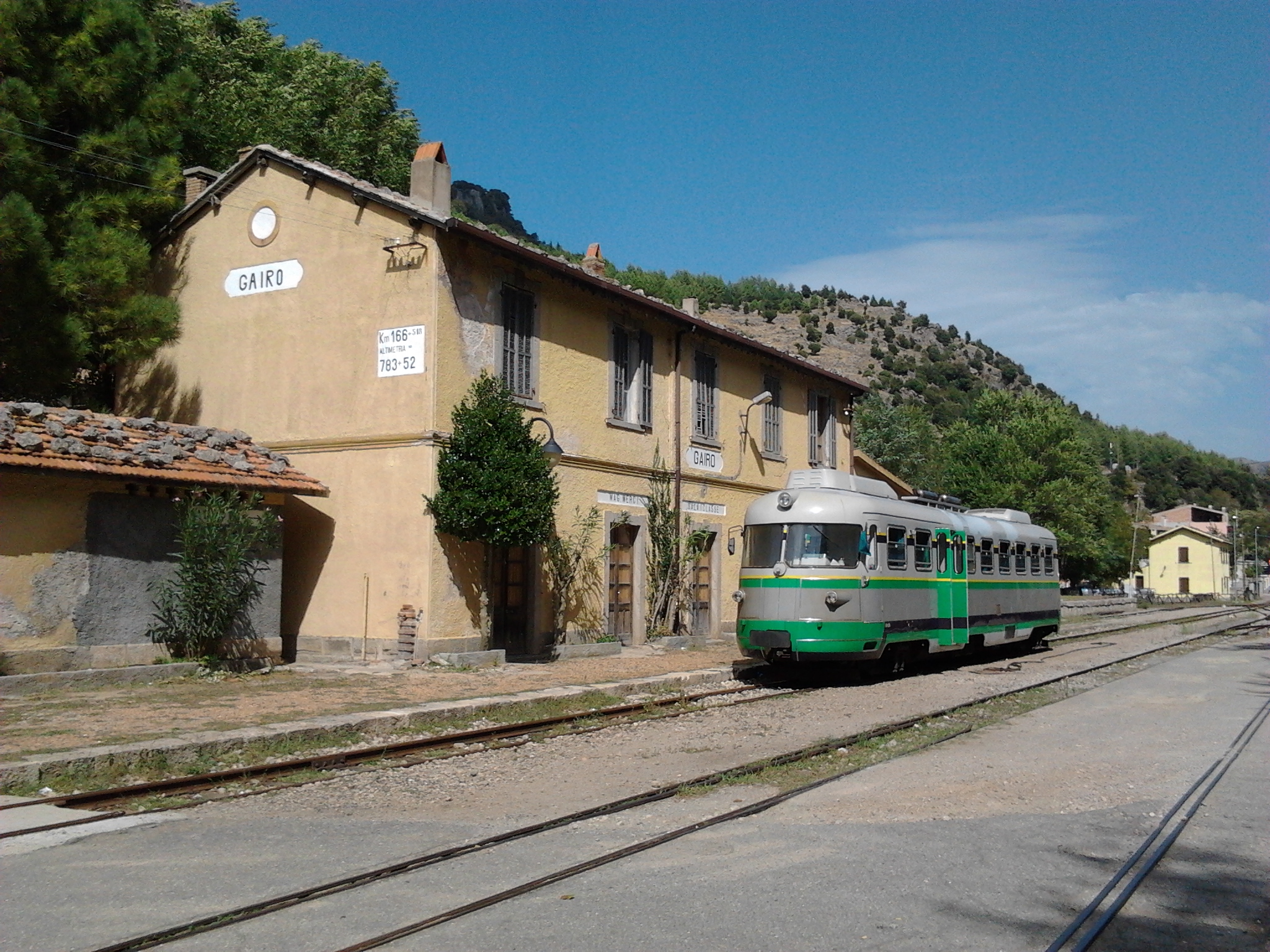
La stazione di Gairo Taquisara. Da questo scalo partiva la diramazione per Jerzu

I primi pezzi di linea vennero inaugurati il 1º aprile 1893, e collegavano Mandas a Nurri e Arbatax a Gairo. I lavori interessavano anche una breve diramazione da Gairo a Jerzu, che fu inaugurata il 16 novembre 1893 insieme alla Nurri-Villanova Tulo e alla Gairo-Ussassai. I due tronchi ferroviari vennero infine uniti con l'apertura all'esercizio della Villanova Tulo-Ussassai, così il 20 aprile 1894 l'intera ferrovia divenne percorribile, permettendo di raggiungere Cagliari dall'Ogliastra in treno. La popolazione locale poteva adesso raggiungere il capoluogo regionale in tempi decisamente inferiori rispetto al passato, ma non mancarono le critiche per il fatto che numerose stazioni furono costruite parecchio distanti dai rispettivi centri abitati.
Nel 1921 la linea passò alle Ferrovie Complementari della Sardegna, e durante la seconda guerra mondiale sulla ferrovia i convogli viaggiarono spesso a pieno carico trasportando coloro che scappavano da Cagliari, bombardata nel 1943; a tal proposito anche la stazione di Arbatax fu bersaglio degli aerei statunitensi in quello stesso anno.

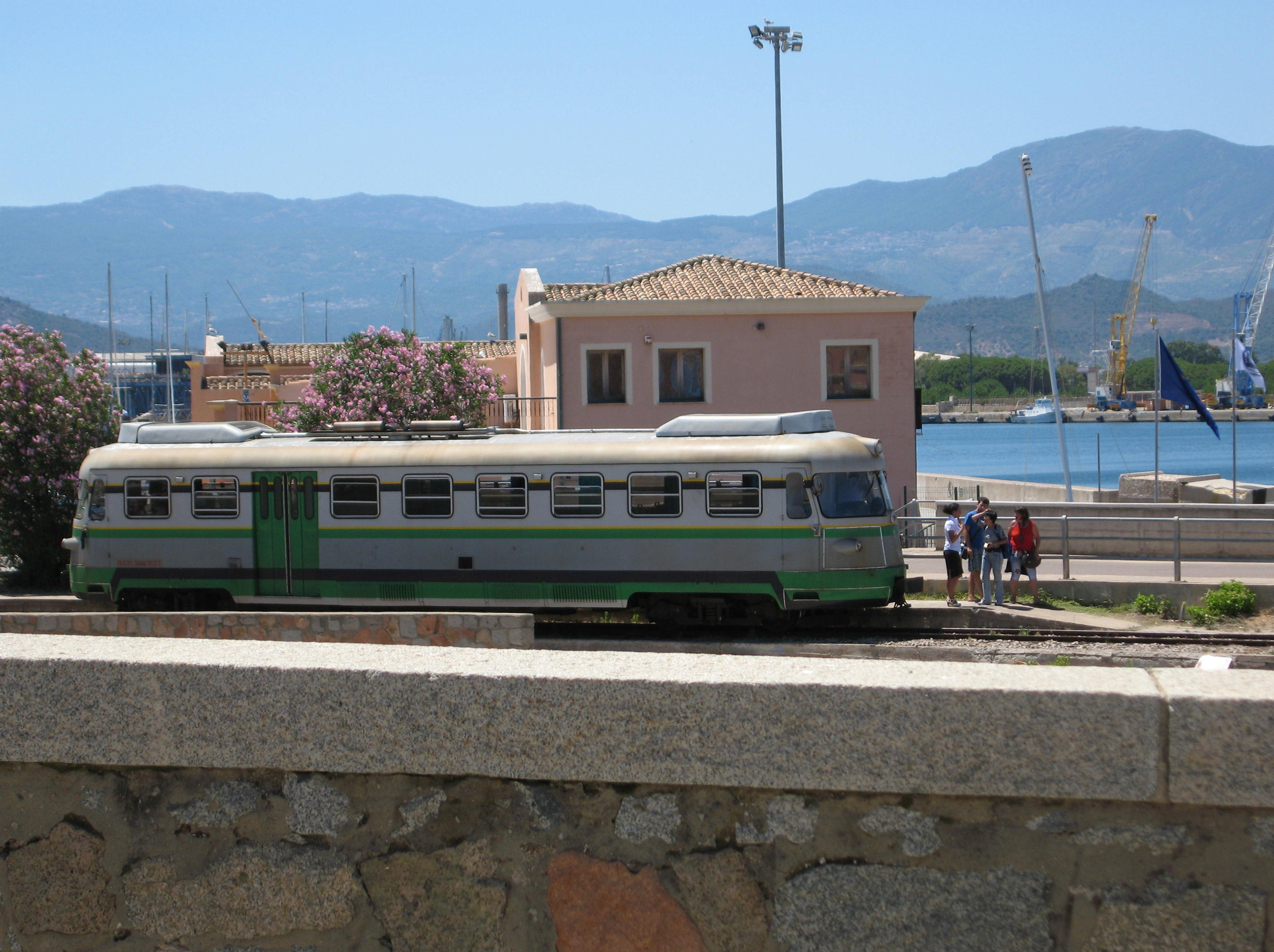
Automotrice ADe utilizzata per un convoglio turistico in sosta al capolinea di Arbatax

Ritornata la normalità, nel 1956 fu chiusa la diramazione Gairo-Jerzu, inoltre con il boom economico e l'avvento della motorizzazione di massa la ferrovia cominciò a dimostrare problemi di competitività: infatti per via del tracciato particolarmente tortuoso le velocità medie dei treni erano piuttosto basse, e di conseguenza anche i tempi per coprire l'intera relazione tra Cagliari e Arbatax erano relativamente lunghi. La fornitura di nuovi veicoli a trazione diesel, introdotti nella linea nel 1962, migliorò la situazione, ma ciò nonostante più volte in quei decenni fu proposta la chiusura della ferrovia.
Nello stesso tempo però iniziò a svilupparsi una forma di turismo ferroviario, attratta dai luoghi e dagli scenari attraversati dai treni lungo questa linea, che fu una delle ragioni che portò negli anni ottanta alla nascita del progetto Trenino Verde. Intanto per via della fusione tra FCS e Strade Ferrate Sarde nel 1989 la linea passò alle neonate Ferrovie della Sardegna, dal 2008 ufficialmente note come ARST Gestione FdS, confluite poi nell'ARST nell'ottobre 2010.
Il 16 giugno 1997 infine la Mandas-Arbatax venne chiusa al traffico passeggeri ordinario, diventando una linea esclusivamente turistica, inoltre con alcuni finanziamenti dell'ESIT e della CEE furono ristrutturate in quegli anni parecchie stazioni della linea. La Mandas-Arbatax da allora è attiva principalmente d'estate e in particolari occasioni, oltre che su richiesta di comitive di turisti. Nel 2016, a seguito di periodici controlli sulla linea, è stata chiusa al traffico la tratta Seui-Arbatax a causa delle cattive condizioni dell'armamento nella tratta Lanusei-Arbatax e per lo stato di usura di alcuni ponti metallici nella tratta Seui-Ussassai. In attesa dei lavori sul ponte San Sebastiano (rio Bau is Corruttus), il 2017 ha visto l'effettuazione di treni sulle tratte Mandas-Seui e Gairo-Arbatax. Su tutta la tratta sono stati avviati in quell'anno lavori di manutenzione ordinaria e straordinaria, con la sostituzione delle traversine e degli organi di attacco, oltre che la posa di rotaie 27 UNI nel tratto Tortoli-Arbatax per uniformarne l'armamento a quello del resto della linea.
Da dicembre 2018 è al vaglio un progetto, su proposta del tour operator per il turismo Sardaigne en liberté, per utilizzare alcuni tratti della ferrovia anche coi velorail, dando comunque la precedenza alle attività ferroviarie tradizionali. 
Nell’estate 2025 la linea è stata riaperta a scopo turistico nella sola tratta Arbatax Lanusei; sono in corso importanti opere di manutenzione straordinaria per la riapertura della tratta Mandas-Sadali (la cui apertura era stata originariamente prevista, poi rinviata).  Per il tratto Sadali-Lanusei, comprendente il percorso Seui- Gairo, chiuso dal 2016, non ci sono al momento ipotesi di riapertura.

## Caratteristiche

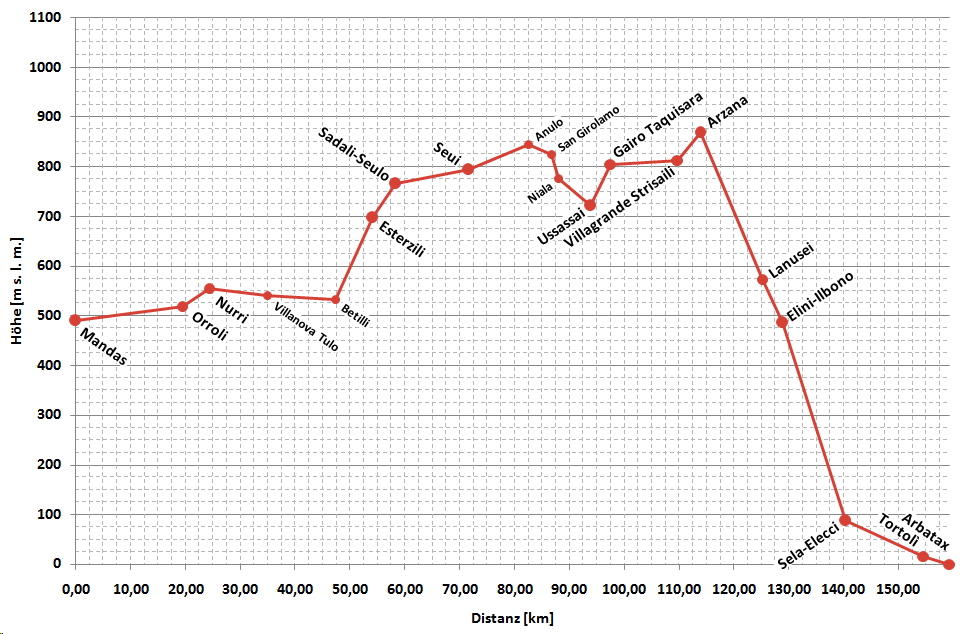
L'andamento altimetrico della ferrovia

La ferrovia si estende complessivamente per circa 159 km tra gli scali di Mandas ed Arbatax (di cui i primi 1 339 m comuni alla linea Cagliari-Isili) interamente a binario unico a scartamento da 950 mm e senza elettrificazione. Il tracciato, che è quasi integralmente lo stesso realizzato a fine Ottocento (fa eccezione la breve variante per il ponte sul lago basso del Flumendosa che nel 1960 sostituì il viadotto originario), presenta un differenziale altimetrico superiore agli 800 m, con estremi posti nella stazione di Arbatax (quota minima posta a 3 m s.l.m.) e nel tracciato tra Gairo e Villagrande, in cui è posto il culmine a quota 870m s.l.m.. Le pendenze raggiungono valori massimi prossimi al 30‰ in vari punti del tracciato, con curve dal raggio minimo di 80 m.
Per quanto concerne l'armamento i binari sono composti da rotaie Vignoles da 27 e 21 kg/m, montate su traverse in legno, in particolare le rotaie più leggere sono le stesse posate durante la costruzione della ferrovia.

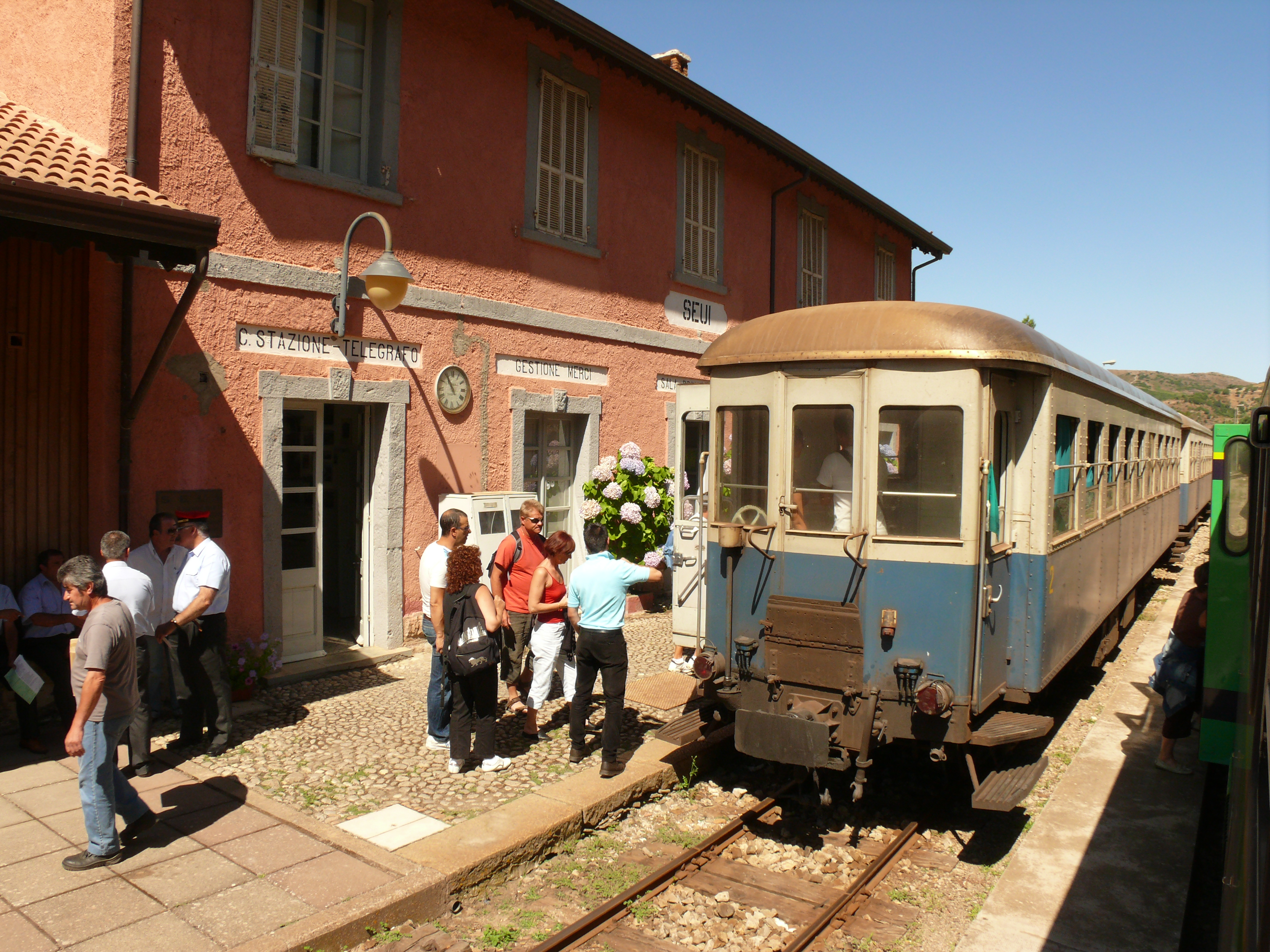
Incrocio tra treni turistici nella stazione di Seui

La circolazione è regolata a spola, precedentemente era affidata a dirigenti movimento locali i quali si basavano sul distanziamento temporale dei treni e su ordini di servizio. Da un punto di vista tecnico sedici degli impianti presenti in linea consentono l'incrocio tra treni.

### In cifre
- Lunghezza: 159+393 km[10] in totale tra Mandas e Arbatax, comprensivi di 1 339 m tra lo scalo mandarese ed il bivio in cui la linea si dirama dalla ferrovia Cagliari-Isili.
- Pendenze massime[9]:
  - 29,9‰ Villanova Tulo - Betilli; Betilli - Esterzili; Seui - Sadali-Seulo; Seui - Anulù; Arzana - Lanusei
- Raggio minimo di curvatura: 80 m[10]

### Percorso
| Continuation backward |

| Station on track |

|  | Unknown route-map component "ABZgl" | Unknown route-map component "CONTfq" |

| Station on track |

| Unknown route-map component "eHST" |

| Station on track |

| Enter and exit short tunnel |

| Station on track |

| Enter and exit short tunnel |

|  | Unknown route-map component "eABZgl" | Unknown route-map component "exSTR+r" |

|  | Unknown route-map component "hKRZWae" | Unknown route-map component "exhKRZWae" |

|  | Unknown route-map component "eABZg+l" | Unknown route-map component "exSTRr" |

| Enter and exit short tunnel |

| Enter and exit short tunnel |

| Enter and exit short tunnel |

| Stop on track |

| Enter and exit short tunnel |

| Stop on track |

| Enter and exit short tunnel |

| Enter and exit short tunnel |

| Station on track |

| Station on track |

| Enter and exit short tunnel |

| Enter and exit short tunnel |

| Enter and exit short tunnel |

| Unknown route-map component "hKRZWae" |

| Unknown route-map component "eBST" |

| Unknown route-map component "hKRZWae" |

| Station on track |

| Unknown route-map component "hKRZWae" |

| Enter and exit short tunnel |

| Unknown route-map component "hKRZWae" |

| Enter and exit short tunnel |

| Enter and exit short tunnel |

| Small non-passenger station on track |

| Enter and exit short tunnel |

| Small non-passenger station on track |

| Unknown route-map component "hKRZWae" |

| Small non-passenger station on track |

| Unknown route-map component "hKRZWae" |

| Non-passenger station/depot on track |

| Station on track |

| Unknown route-map component "exCONTgq" | Unknown route-map component "eABZgr" |  |

| Enter and exit short tunnel |

| Unknown route-map component "hKRZWae" |

| Enter and exit short tunnel |

| Station on track |

| Station on track |

| Enter and exit short tunnel |

|  | Unknown route-map component "STR+l-STRlo" | Unknown route-map component "vWSLeq" |

| Enter and exit short tunnel |

| Station on track |

| Unknown route-map component "hKRZWae" |

| Unknown route-map component "eHST" |

| Unknown route-map component "hKRZWae" |

| Enter and exit short tunnel |

| Station on track |

| Enter and exit short tunnel |

| Enter and exit short tunnel |

| Station on track |

| Station on track |

| Unknown route-map component "eHST" |

| Non-passenger station/depot on track |

| End station |

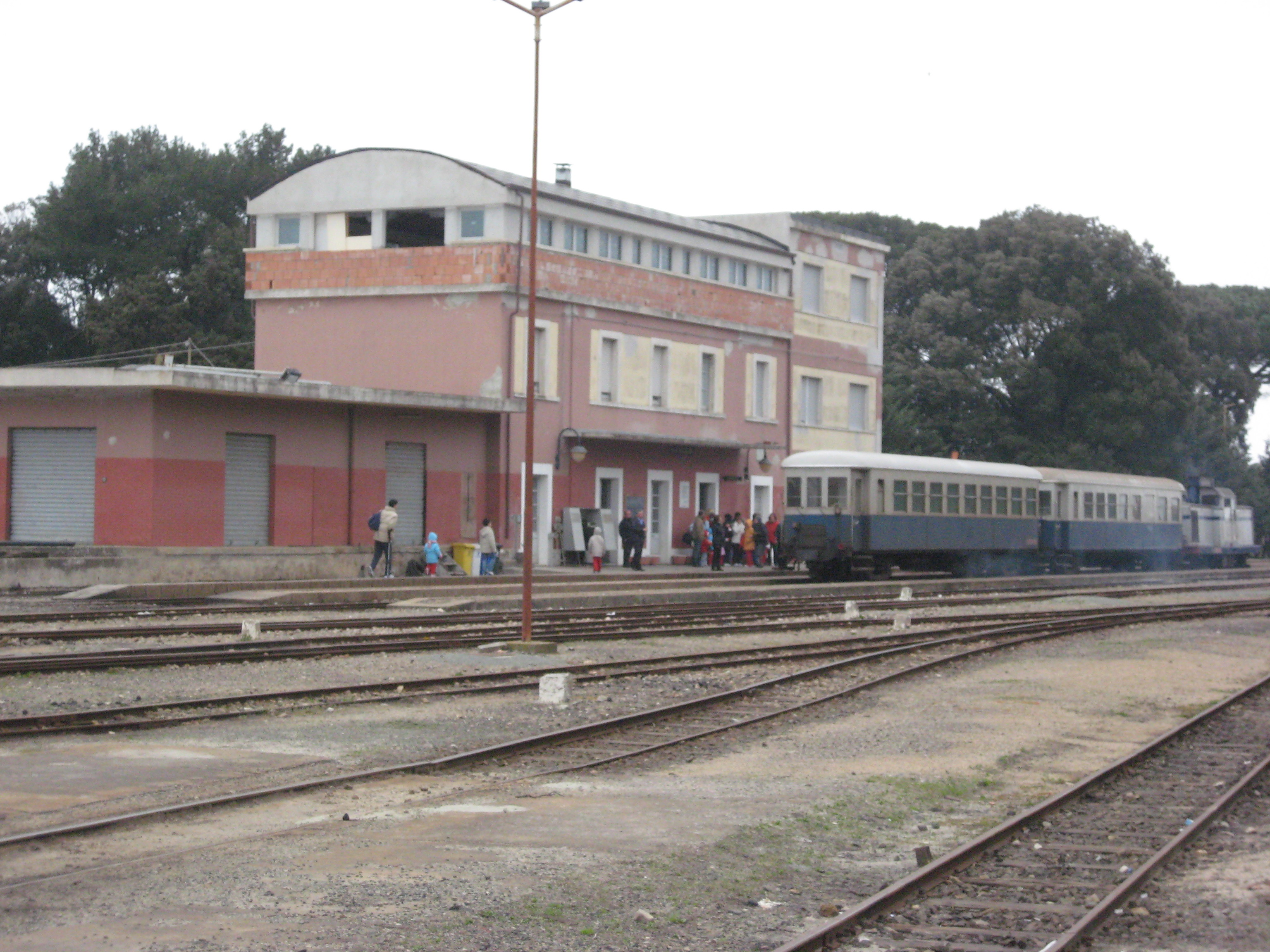
Lo scalo di Mandas, capolinea meridionale della ferrovia, la quale si dirama dalla Cagliari-Isili poco più di un km a nord di questa stazione

La linea ha origine dalla stazione di Mandas, uno degli scali principali posti sul tracciato della ferrovia Cagliari-Isili, dotata anche di impianti di rimessaggio rotabili nonché capolinea per i convogli delle linee del Trenino Verde della sede ferroviaria cagliaritana dell'ARST. Tuttavia l'inizio vero e proprio della ferrovia è ubicato a poco più di un chilometro a nord della stazione lungo la SS 128: in quest'area è infatti posto il bivio in cui la linea per Arbatax si lascia ad ovest quella per Isili, proseguendo poi in direzione di Orroli con un tracciato dalla ascesa modesta ma comunque tortuoso. Dalla locale stazione, distante quasi venti chilometri dal capolinea di Mandas, si raggiunge quella di Nurri (preceduta dalla dismessa fermata di Strintaxolu), laddove la ferrovia inizia una discesa lungo il vallone di Garullo caratterizzata dalla presenza di varie opere d'arte (tra cui un viadotto a cinque luci sul rio Stupara), terminando nella isolata stazione di Villanova Tulo, posta ad alcuni chilometri di distanza dall'omonimo abitato nei pressi del lago basso del Flumendosa.
Da Villanova Tulo la ferrovia riprende a salire di quota costeggiando il lago, in corrispondenza del quale è posta l'unica variante realizzata al percorso della ferrovia: i treni dal 1960 transitano su un ponte promiscuo stradale/ferroviario in cemento realizzato negli stessi anni in cui fu creato l'invaso artificiale; precedentemente il percorso ferroviario valicava la gola poco più a nord con un viadotto a sei luci in muratura con travata metallica, poi sommerso dal lago dopo la dismissione. Il tracciato raggiunge in quest'area la fermata posta in corrispondenza della ex casa cantoniera numero 73 detta "Palarana", posta tra due gallerie e in passato luogo di lavoro a cui venivano destinati i cantonieri indisciplinati, per poi risalire verso nord e raggiungere la fermata di Betilli, nell'omonima foresta, e la stazione di Esterzili.

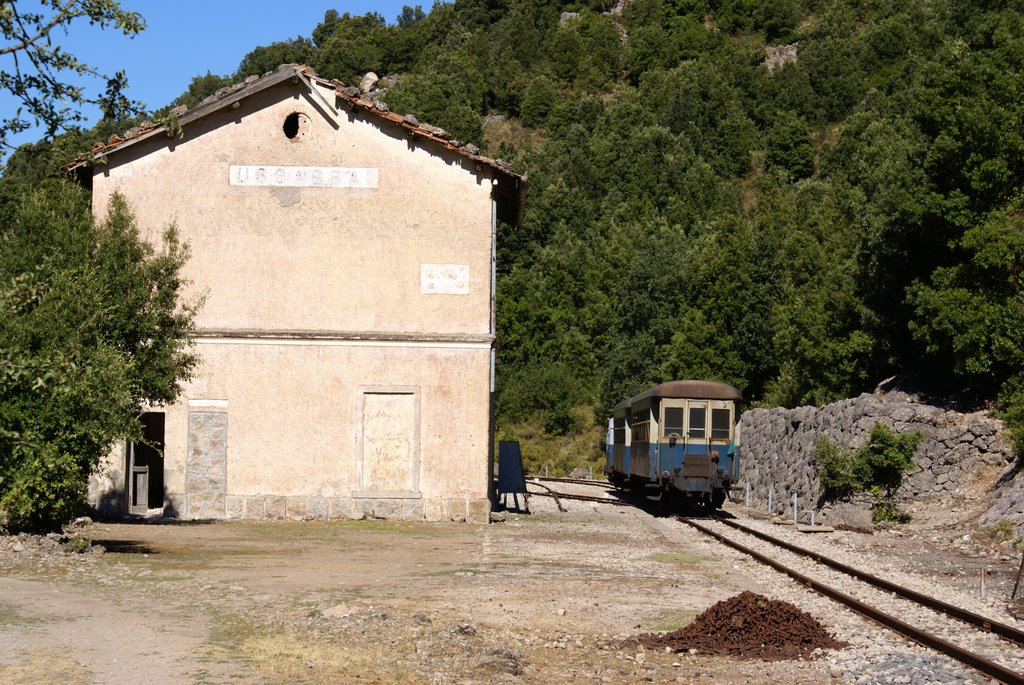
Convoglio turistico in sosta ad Ussassai

La ferrovia prosegue verso nord-est nella Barbagia di Seùlo lungo l'altipiano di Pranu Murdegu giungendo a Sadali e da qui, dopo aver lambito l'area della ex miniera di antracite di San Sebastiano (per cui era operativa una piattaforma di carico sui treni) si superano gli 800 m s.l.m. arrivando nella stazione di Seui, uno degli scali principali della linea ed abituale punto di incrocio dei treni. Il tracciato prosegue verso est scendendo di quota: si è nelle vicinanze del Gennargentu e aumenta la presenza di ponti, gallerie (tra cui quella di Arcuerì, la maggiore della linea con i suoi 511 m di lunghezza) e curve. Gli impianti successivi sono tutti in posizione isolata ai piedi della montagna, si tratta nell'ordine delle fermate di Anulù e di quelle di San Girolamo e Niala, queste ultime attivate dopo la destinazione a linea turistica della ferrovia nei pressi del viadotto sul rio San Girolamo, una delle opere d'arte più rilevanti di tutta la Mandas-Arbatax con i suoi quattro archi a tutto sesto sorreggenti una travata metallica di cinquanta metri di lunghezza. La discesa (con punte del 29‰ di dislivello) lungo la valle di San Sebastiano termina nella stazione di Ussassai, uno dei non pochi impianti della linea posto a notevole distanza dal relativo centro abitato; da qui con un'ascesa altrettanto ripida viene raggiunta Gairo la cui stazione, situata nella frazione di Gairo Taquisara, sino al 1956 fu capolinea della dismessa diramazione per Jerzu.

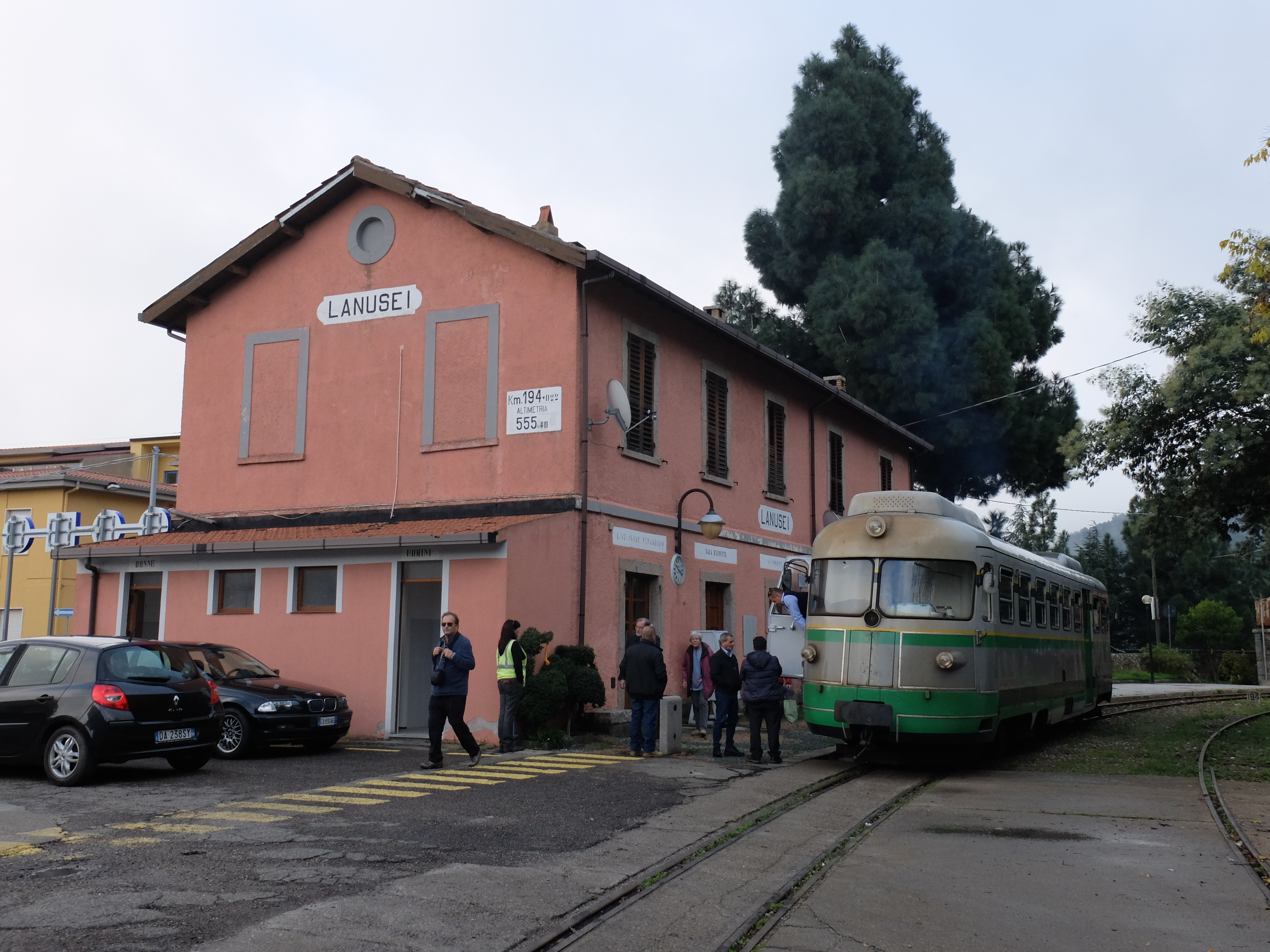
Automotrice ADe nella stazione di Lanusei

Nella porzione di tracciato verso lo scalo di Villagrande viene raggiunta la quota più alta della ferrovia (870 m s.l.m.), che dalla successiva stazione di Arzana inizia una costante discesa lunga oltre 45 km verso il mare dell'Ogliastra. Dopo l'impianto arzanese viene affrontata la galleria elicoidale di Pitzu 'e Cuccu, una delle due di questo tipo presenti in Sardegna, e si raggiunge Lanusei, uno dei centri più importanti dell'area. Oltre alla locale stazione (dotata di rimessa rotabili) era in passato attiva nel comune una fermata nel quartiere di Corosa, dopo la quale i binari lasciano il centro ogliastrino giungendo nella vicina Elini e da qui, sempre in tortuosa discesa, verso la stazione di Sella Elecci, a poco più di 200 metri di quota.

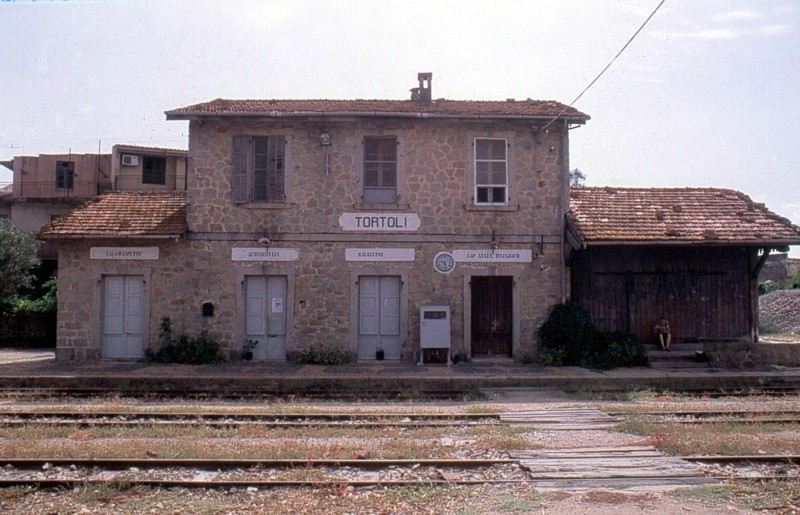
La stazione di Tortolì, il maggiore centro raggiunto dalla linea

Da questo impianto viene raggiunta la città di Tortolì, il comune più popoloso raggiunto dalla ferrovia che prima raggiunge l'abitato principale con la sua stazione ed in seguito la frazione marittima di Arbatax, dotata in passato di una fermata in coincidenza della locale ex cartiera che precedeva il capolinea, realizzato nel porto commerciale in luogo della originaria stazione terminale posta ai piedi della torre di San Miguel.

## Traffico
Sulla linea le relazioni vengono espletate dall'ARST sia con automotrici diesel elettriche (ADe) che con materiale ordinario, ovvero treni composti da locomotori diesel elettrici LDe con carrozze V2D, utilizzati normalmente per il servizio di trasporto pubblico. In aggiunta ad essi sulla linea viaggiano anche mezzi d'epoca restaurati: la sede ferroviaria di Monserrato, che controlla questa linea, ha a disposizione una locomotiva gruppo 400 delle FCS prodotta negli anni trenta dalle Officine Reggiane e delle carrozze Bauchiero del 1913. Tuttavia i mezzi a vapore non possono essere utilizzati durante la stagione estiva a causa della legislazione regionale in materia di prevenzione degli incendi.

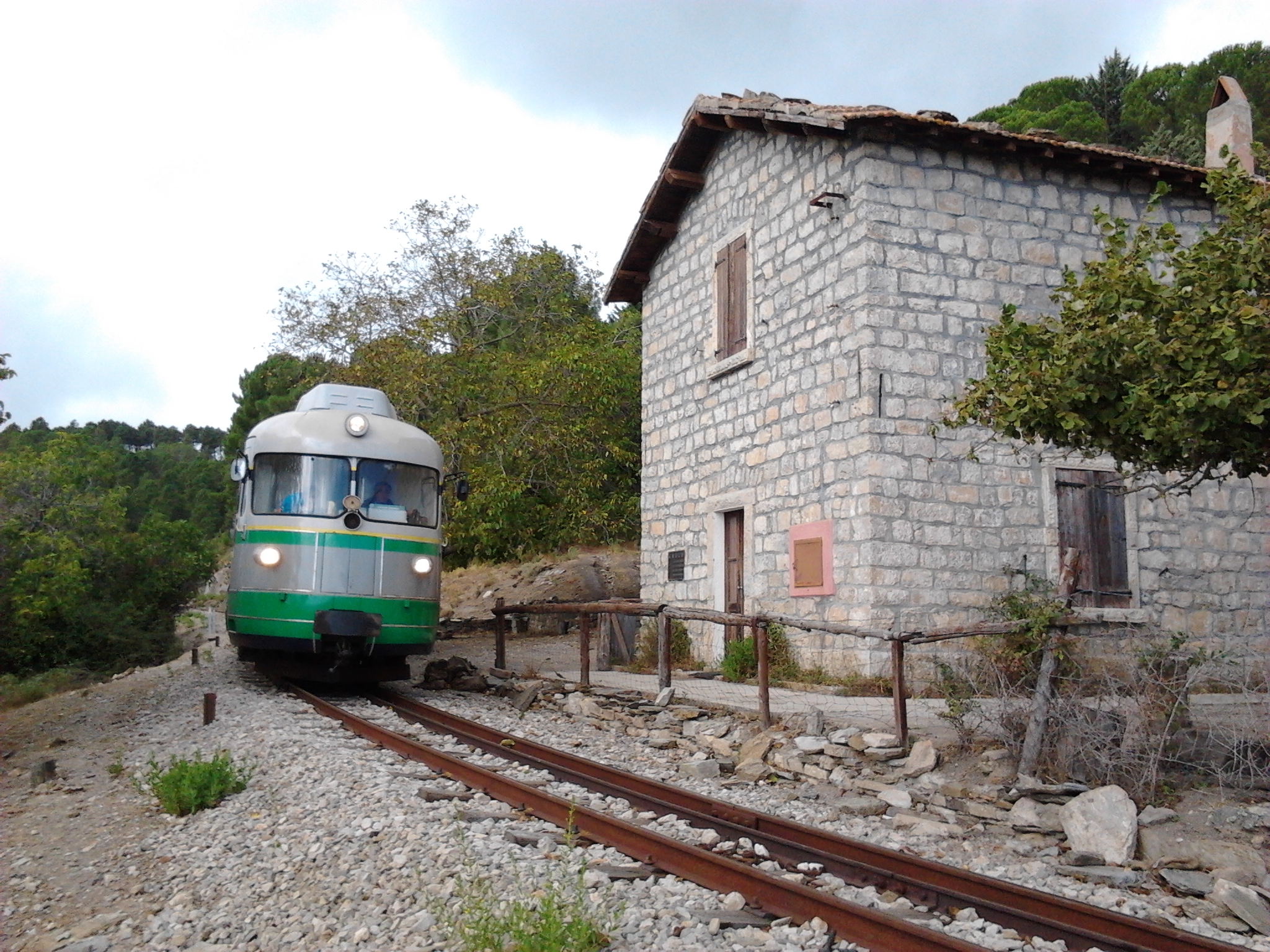
Automotrice ADe in sosta nella caratteristica fermata di Anulù

Con riferimento all'estate 2017 da giugno a settembre per 6 giorni alla settimana la linea prevede una coppia di corse al giorno tra le stazioni di Mandas e Seui ed altrettante sulla tratta Gairo-Arbatax, orario condizionato dalla stato delle travate metalliche di alcuni ponti nel tracciato dopo Seui che impedisce relazioni sull'intero percorso della ferrovia. Con la ferrovia completamente percorribile i treni coprono l'intero tragitto in poco meno di cinque ore.